# 網路中文
網路中文資訊股份有限公司（英語：Net-chinese Co ,Ltd），是一家台灣公司，成立於2000年，是台灣ICANN認證頂級域名註冊商。
該公司提供域名註冊、DNS託管服務、內容傳遞網路、轉址、Whois隱私、域名託管、傳輸層安全性協定、搜尋引擎最佳化、弱點掃描等服務。

## 歷史
2000年，由李挺生創立網路中文。並於2001年7月和2002年4月，分別併購 “數位紀元股份有限公司”、“23XX電子論壇”。
2000年，取得台灣TWNIC執照，成為臺灣首批代理「.tw」域名的頂級受理註冊機構。2003年時，獲得中國互聯網路資訊中心（CNNIC）授權，成為「.cn」域名頂級註冊商。2005年時，獲得「歐盟域名註冊管理機構（EURid）」授權，成為「.eu」域名頂級註冊商。2006年，獲得「ICANN」正式認證，成為域名頂級註冊商。2007年，獲得香港互聯網註冊管理有限公司（HKDNR）授權，成為「.hk」域名頂級註冊商。並於同年取得DotAsia Organisation授權，成為「.asia」域名頂級註冊商。
2014年，成為臺灣新頂級網域「.taipei」 委外營運商。

## 重要事件
2014年，台灣政府授權網路中文取得「.政府」管理局。同年，中國取得「.政務」頂級域。

## 外部連結
- 網路中文官網 （页面存档备份，存于）
- 網路中文_域名百科 （页面存档备份，存于）